# David Healy (acteur)
Pour les articles homonymes, voir David Healy.
David Healy, né le 15 mai 1929 à New York et mort le 25 octobre 1995  à Londres, est un acteur américain de cinéma, de télévision et de théâtre.

## Biographie
Au cinéma, David Healy a notamment joué dans Patton.
À la télévision, on l'a vu dans en 1981 dans Dallas. Plus tard en Angleterre, il se spécialise dans les rôles d'américains.
En 1983, il reçut un Laurence Olivier Award pour son rôle au théâtre dans Guys and Dolls.
Healy est mort à la suite d'une opération du cœur le 25 octobre 1995 à Londres.
David a épousé Peggy Walsh et ils ont 2 enfants, William et Tim.

## Filmographie partielle
- 1971 : Amicalement vôtre, épisode Un risque calculé : Colonel Adler
- 1995 : All Men Are Mortal d'Ate de Jong : le producteur du film